# Vice versa tour
Il Vice versa tour (anche noto come Rauw Alejandro World Tour per le date del 2021) è il secondo tour musicale del cantante portoricano Rauw Alejandro, a supporto del suo secondo album in studio Vice versa (2021).

## Scaletta
1. Dile a él
2. Mírame
3. El efecto
4. Caprichoso
5. Enchule
6. Nubes
7. Fantasías
8. Pensándote
9. Problemón
10. Nostálgico
11. Tattoo
12. Perreo pesau
13. Loco por perrearte (Remix)
14. La old skul
15. Cosa guapa
16. Wuepa
17. Desenfocao'
18. Algo mágico
19. Tiroteo (Remix)
20. Museo
21. Aquel Nap ZzZz
22. Cúrame
23. Dream Girl (Remix)
24. 2/catorce
25. Sexo virtual
26. Reloj
27. Party
28. Desesperados
29. Todo de ti
30. La nota

## Date del tour
| Data                      | Città                     | Stato                     | Luogo                                      |
| Rauw Alejandro World Tour | Rauw Alejandro World Tour | Rauw Alejandro World Tour | Rauw Alejandro World Tour                  |
| Nord America              | Nord America              | Nord America              | Nord America                               |
| ------------------------- | ------------------------- | ------------------------- | ------------------------------------------ |
| 15 luglio 2021            | Raleigh                   | Stati Uniti               | Enigma Night Club                          |
| 16 luglio 2021            | Charlotte                 | Stati Uniti               | Ovens Auditorium                           |
| 17 luglio 2021            | Providence                | Stati Uniti               | The Strand                                 |
| 18 luglio 2021            | Elizabeth                 | Stati Uniti               | Ritz Theatre                               |
| 22 luglio 2021            | Minneapolis               | Stati Uniti               | Aldrich Arena                              |
| 23 luglio 2021            | Kansas City               | Stati Uniti               | Bermudas Event Center                      |
| 24 luglio 2021            | Omaha                     | Stati Uniti               | Ralston Arena                              |
| 25 luglio 2021            | Milwaukee                 | Stati Uniti               | The Rave/Eagles Club                       |
| 29 luglio 2021            | Miami                     | Stati Uniti               | LIV Nightclub                              |
| 30 luglio 2021            | Fort Myers                | Stati Uniti               | Hertz Arena                                |
| 31 luglio 2021            | Orlando                   | Stati Uniti               | Orlando Amphitheater                       |
| 5 agosto 2021             | Dallas                    | Stati Uniti               | Dos Equis Pavilion                         |
| 7 agosto 2021             | Houston                   | Stati Uniti               | PNC Stadium                                |
| 8 agosto 2021             | Odessa                    | Stati Uniti               | La Hacienda Event Center                   |
| 12 agosto 2021            | San Antonio               | Stati Uniti               | Cowboys Dancehall                          |
| 13 agosto 2021            | Austin                    | Stati Uniti               | The Coliseum                               |
| 14 agosto 2021            | McAllen                   | Stati Uniti               | Payne Arena                                |
| 15 agosto 2021            | Rosarito                  | Messico                   | Papas & Beer                               |
| 20 agosto 2021            | Denver                    | Stati Uniti               | Eclipse Event Center                       |
| 21 agosto 2021            | Salt Lake City            | Stati Uniti               | 801 Event Center                           |
| 22 agosto 2021            | Rosarito                  | Messico                   | Papas & Beer                               |
| 27 agosto 2021            | Fresno                    | Stati Uniti               | Rainbow Ballroom                           |
| 28 agosto 2021            | Oakland                   | Stati Uniti               | Paramount Theatre                          |
| 29 agosto 2021            | Ontario                   | Stati Uniti               | Toyota Arena                               |
| 2 settembre 2021          | Phoenix                   | Stati Uniti               | Celebrity Theatre                          |
| 3 settembre 2021          | Las Vegas                 | Stati Uniti               | AYU Dayclub                                |
| 4 settembre 2021          | Mountain View             | Stati Uniti               | Shoreline Amphitheatre                     |
| 5 settembre 2021          | El Paso                   | Stati Uniti               | El Paso County Coliseum                    |
| 9 settembre 2021          | Columbus                  | Stati Uniti               | La Boom Columbus                           |
| 10 settembre 2021         | Detroit                   | Stati Uniti               | Masonic Theatre                            |
| 11 settembre 2021         | Reading                   | Stati Uniti               | Santander Arena                            |
| 16 settembre 2021         | Ledyard                   | Stati Uniti               | Premier Theater                            |
| 17 settembre 2021         | Fairfax                   | Stati Uniti               | EagleBank Arena                            |
| Europa                    |                           |                           |                                            |
| 30 settembre 2021         | Madrid                    | Spagna                    | Palacio Vistalegre                         |
| 2 ottobre 2021            | Malaga                    | Spagna                    | Auditorio Cortijo de Torres                |
| 3 ottobre 2021            | Granada                   | Spagna                    | Centro Comercial Nevada                    |
| 8 ottobre 2021            | Murcia                    | Spagna                    | Plaza de Toros la Condomina                |
| 9 ottobre 2021            | Barcellona                | Spagna                    | Palau Sant Jordi                           |
| 10 ottobre 2021           | Valencia                  | Spagna                    | Auditorio Marina Sur                       |
| 11 ottobre 2021           | Bilbao                    | Spagna                    | Bilbao Exhibition Centre                   |
| 12 ottobre 2021           | Palma di Maiorca          | Spagna                    | Visit Mallorca Stadium                     |
| 13 ottobre 2021           | Saragozza                 | Spagna                    | Pabellón Príncipe Felipe                   |
| 15 ottobre 2021           | La Coruña                 | Spagna                    | Coliseum da Coruña                         |
| 16 ottobre 2021           | Gran Canaria              | Spagna                    | Estadio de Maspalomas                      |
| Nord America              |                           |                           |                                            |
| 21 ottobre 2021           | San Juan                  | Puerto Rico               | Coliseo de Puerto Rico José Miguel Agrelot |
| 22 ottobre 2021           | San Juan                  | Puerto Rico               | Coliseo de Puerto Rico José Miguel Agrelot |
| 23 ottobre 2021           | San Juan                  | Puerto Rico               | Coliseo de Puerto Rico José Miguel Agrelot |
| 24 ottobre 2021           | San Juan                  | Puerto Rico               | Coliseo de Puerto Rico José Miguel Agrelot |
| America Centrale          |                           |                           |                                            |
| 5 novembre 2021           | La Romana                 | Repubblica Dominicana     | Altos de Chavón                            |
| 6 novembre 2021           | La Romana                 | Repubblica Dominicana     | Altos de Chavón                            |
| Nord America              |                           |                           |                                            |
| 4 dicembre 2021           | Newark                    | Stati Uniti               | Prudential Center                          |
| 18 dicembre 2021          | Miami                     | Stati Uniti               | Fair Expo Center                           |
| Vice versa tour           |                           |                           |                                            |
| Nord America              |                           |                           |                                            |
| 15 gennaio 2022           | Los Angeles               | Stati Uniti               | Crypto.com Arena                           |
| 20 giugno 2022            | Cancún                    | Messico                   | Grand Oasis Cancun                         |
| Sud America               |                           |                           |                                            |
| 18 febbraio 2022          | Buenos Aires              | Argentina                 | Estadio Luna Park                          |
| 19 febbraio 2022          | Medellín                  | Colombia                  | Parque Norte                               |
| 25 febbraio 2022          | Cali                      | Colombia                  | Stadio olimpico Pascual Guerrero           |
| 26 febbraio 2022          | Bogotà                    | Colombia                  | Green Forest                               |
| 27 febbraio 2022          | Barranquilla              | Colombia                  | Puerta de Oro                              |
| 28 febbraio 2022          | Cochabamba                | Bolivia                   | Feicobol                                   |
| Nord America              |                           |                           |                                            |
| 23 marzo 2022             | Monterrey                 | Messico                   | Arena Monterrey                            |
| 24 marzo 2022             | Guadalajara               | Messico                   | Auditorio Telmex Auditorium                |
| 26 marzo 2022             | Città del Messico         | Messico                   | Arena Ciudad de México                     |
| 2 aprile 2022             | New York                  | Stati Uniti               | Barclays Center                            |
| 9 aprile 2022             | Miami                     | Stati Uniti               | FTX Arena                                  |
| 14 aprile 2022            | San Diego                 | Stati Uniti               | Pechanga Arena                             |
| 15 aprile 2022            | Fresno                    | Stati Uniti               | Save Mart Center                           |
| 16 aprile 2022            | Inglewood                 | Stati Uniti               | The Forum                                  |
| 22 aprile 2022            | Chicago                   | Stati Uniti               | Allstate Arena                             |
| 24 aprile 2022            | San Jose                  | Stati Uniti               | SAP Center                                 |
| America Centrale          |                           |                           |                                            |
| 28 aprile 2022            | Panama                    | Panama                    | Estadio Emilio Royo                        |
| Sud America               |                           |                           |                                            |
| 29 aprile 2022            | Guayaquil                 | Ecuador                   | Stadio Modelo Alberto Spencer Herrera      |
| America Centrale          |                           |                           |                                            |
| 30 aprile 2022            | San José                  | Costa Rica                | Centro de Eventos Pedregal                 |
| Sud America               |                           |                           |                                            |
| 5 maggio 2022             | Santiago                  | Cile                      | Movistar Arena                             |
| 6 maggio 2022             | Lima                      | Perú                      | Jockey Club del Perú                       |
| 7 maggio 2022             | Asunción                  | Paraguay                  | Espacio IDESA                              |
| Europa                    |                           |                           |                                            |
| 10 giugno 2022            | Malaga                    | Spagna                    | Marenostrum Castle Park                    |
| 11 giugno 2022            | Barcellona                | Spagna                    | Parc del Fòrum                             |